# Caeleb Dressel
Caeleb Remel Dressel (Green Cove Springs, Florida, 1996. augusztus 16. –) nyolcszoros olimpiai- és tizenötszörös világbajnok amerikai úszó. 2017-ben, 2019-ben és 2021-ben is az év férfi úszójának választotta a Nemzetközi Úszószövetség.

## Pályafutása

### 2013
A Dubajban megrendezett ifjúsági úszó-világbajnokságon Dressel hat érmet nyert, köztük egy aranyat 100 méteres gyorsúszásban, megdöntve a világbajnoki rekordot.

### 2015
Mikor a Floridai Egyetemen elsőéves volt, az egyetemi országos bajnokságon megnyerte az 50 méteres gyorsúszás versenyszámát. A San Antonióban megrendezett amerikai bajnokságon megnyerte az 50 és a 100 méteres gyorsúszás versenyszámát. Az 50 méteren ment 21,53-as idejével negyedik helyen végzett a szám éves összesítésében.

### 2016
A 2016-os férfi egyetemi országos bajnokságon megnyerte az 50 (18.20) és a 100 yardos (40.46) gyorsúszást, mindkettőt országos csúccsal.

#### 2016. évi nyári olimpiai játékok
Dressel  két aranyéremmel tért haza a riói játékokról. Megnyerte a 4 × 100 méteres gyors- (Michael Phelps, Ryan Held, Nathan Adrian, Jimmy Feigen, Blake Pieroni, Anthony Ervin) és vegyesúszás (Ryan Murphy, Cody Miller, Micahel Phelps, Nathan Adrian, David Plummer, Kevin Cordes, Tom Shields) versenyszámát, míg 100 méter gyorson 48,02-es idővel a hatodik helyen ért célba.

### 2017
A 2017-es egyetemi országos bajnokságon megdöntötte az országos csúcsot 100 yardos pillangó- (43,58) és gyorsúszásban (40,00).

#### 2017-es úszó-világbajnokság
A verseny első napján Dressel 50 méter pillangón 22,76-os időt ment az elődöntőben. Később este 4 × 100 méter gyorson (Townley Haas, Blake Pieroni, Nathan Adrian) aranyérmes lett (3:10,06). Dressel a 47,26-os idejével országos csúcsot úszott. Ezzel az aranyérmével első felnőtt világbajnoki címét szerezte meg.
A verseny második napján Dressel 22,89-es idejével a negyedik helyet szerezte meg 50 méter pillangón.
A verseny negyedik napján Dressel 4 x 100 méteres vegyes váltóban (Matt Grevers, Lilly King, Simone Manuel, Ryan Murphy, Kevin Cordes, Kelsi Worrell, Mallory Comerford) aranyérmet szerzett. Dressel 49,92-es időt úszott, a váltó pedig 3:38,56-os idővel ért célba, ezzel beállítva az új világrekordot.
A verseny ötödik napján Dressel 47,17-es idejével világbajnok lett és országos csúcsot állított be 100 méter gyorson. A másik amerikai versenyző, Nathan Adrian ezüstérmet szerzett (47,87).
Az utolsó napon Dressel a hetedik aranyérmét nyerte a világbajnokságon férfi 4 × 100 méter vegyesen, és ezúttal a második versenyző lett Michael Phelps után, aki hét aranyérmet szerzett egy világbajnokságon.

## Fordítás
- Ez a szócikk részben vagy egészben  a   Caeleb Dressel című angol Wikipédia-szócikk fordításán alapul.  Az eredeti cikk szerkesztőit annak laptörténete sorolja fel. Ez a jelzés csupán a megfogalmazás eredetét és a szerzői jogokat jelzi, nem szolgál a cikkben szereplő információk forrásmegjelöléseként.